# Kateryna Iouchtchenko
Pour les articles homonymes, voir Kateryna Iouchtchenko (Première dame d'Ukraine).
 (octobre 2020).
Kateryna Lohvynivna Iouchtchenko (ukrainien : Катерина Логвинівна Ющенко, russe : Екатерина Логвиновна Ющенко), née le 8 décembre 1919 à Tchyhyryne et morte le 15 août 2001, est une chercheuse ukrainienne en informatique, membre correspondante de l'Académie des sciences d'URSS et de l'Académie internationale des sciences informatiques. Elle a développé l'un des premiers langages de programmation de haut niveau au monde, à adresse indirecte, appelé langage de programmation par adresse (APL). Durant sa carrière universitaire, Kateryna Lohvynivna Iouchtchenko supervisa 45 doctorants. Elle a reçu deux prix d'État de l'URSS : le prix du Conseil des ministres de l'URSS et le prix de l'académicien Glouchkov. Elle a été faite membre de l'ordre de la princesse Olga. Iouchtchenko a été la première femme en URSS à devenir docteur en physique et mathématiques pour la programmation.

## Biographie
Kateryna Lohvynivna Iouchtchenko est née Rvacheva en 1919 à Chyhyryn, dans le centre de l'Ukraine. Elle commence ses études de premier cycle à l'université de Kiev en 1937, et pendant la Seconde Guerre mondiale, elle fréquente l'université d'État d'Asie centrale à Tachkent, d'où elle sort diplômée en 1942. Après la guerre, elle retourne en Ukraine et en 1950, sous la direction de Boris Gnedenko, elle passe un doctorat de l'Institut de mathématiques de l'Académie ukrainienne des sciences. Durant sept ans, Iouchtchenko occupe le poste de chercheuse senior à l'Institut de mathématiques de Kiev de l'Académie ukrainienne des sciences RSS (1950-1957). En 1954, le Laboratoire Levedev (où fut créé le premier ordinateur MESM (en) d'Europe continentale) fut transféré à l'Institut de Mathématiques. Iouchtchenko est membre du groupe conjoint d'universitaires exploitant le MESM. En 1957, elle devient directrice de l'Institut d'informatique de l'Académie ukrainienne des sciences SSR. Au cours de ses quarante années de service à l'Institut, Iouchtchenko a créé une école scientifique de programmation théorique de renommée internationale.

### Contributions scientifiques
Iouchtchenko est surtout connue pour sa création du langage de programmation d'adresses, la première avancée fondamentale de l'école de programmation théorique. Ce langage permet d'obtenir les espaces libres d'un programme dans la mémoire de l'ordinateur.
Au cours du travail avec le MESM, il est devenu clair que les tâches les plus complexes étaient difficiles à résoudre en écrivant des programmes machine simples. Il était nécessaire de développer un langage de programmation de haut niveau, mais il y avait un problème : l'absence d'un traducteur approprié pour une meilleure communication homme / ordinateur. LI Kaluzhnin, professeur à l'Université de Kiev, qui a enseigné un cours de logique mathématique dans les années 1950-1970, a fait un progrès significatif dans la compréhension de ce problème et a officialisé un schéma d'interface avec le programme. À la suite de ce développement, en 1955, Iouchtchenko a développé le langage de programmation, qui était un langage basé sur deux principes généraux pour le travail informatique : l'adressage et la gestion de logiciels. Créant un système de concepts pratiques pour décrire l'architecture informatique et ses instructions système, le langage est ainsi devenu le moyen de manipulation des adresses de second rang. La contribution de Iouchtchenko est devenue la première réalisation fondamentale de l'École soviétique de programmation théorique, et était bien en avance sur la création du premier langage de programmation Fortran (1958), Cobol (1959) et Algol (1960).
Iouchtchenko est la fondatrice de la première école soviétique de programmation théorique. Pendant les années 1970-1980, le sujet de recherche sur la programmation théorique est identifié. Parmi les réalisations majeures de l'école à cette époque, on citera la création de méthodes de grammaire algébrique pour la synthèse de logiciels.
Dans les années 1990, les efforts de l'École de programmation théorique se sont concentrés sur les méthodes de grammaire algébrique du modèle de représentation des connaissances de calcul. L'interface utilisateur conviviale pour la conception et le développement de bases de données et de bases de connaissances pour les systèmes d'aide à la décision, les systèmes experts et les méthodes d'apprentissage font également parties des domaines étudiés.

## Travail
Iouchtchenko a travaillé sur la théorie des probabilités, les langages algorithmiques et les langages de programmation, et a développé des méthodes de systèmes de traitement automatisé de données.
Pour entrainer les programmeurs, Yuschenko a écrit une série pédagogique de manuels dans les années 1970. Yuschenko détenait cinq certificats de droit Copyright, qui ont permis le développement de huit standards nationaux ukrainiens. Elle est l'autrice de plus de 200 manuscrits, dont 23 monographies et aides à la formation. Une partie de ces ouvrages possède deux à trois éditions, et a été traduite dans plus de 5 langues, dont l'allemand, le tchèque, le hongrois, le français ou le danois.

## Publications
- Вычислительная машина «Киев» : математическое описание avec Viktor Glouchkov, 1962, 183 p.
- Адресное программирование, 1963, 286 p.
- Программирующая программа с входным адресным языком для машины Урал −1 avec Т. А. Гринченко, 1964, 107 p.
- Управляющая машина широкого назначения «Дніпро» и программирующая программа в ней avec Б. Н. Малиновский, Г. А. Полищук et Э. К. Ядренко et А. И. Никитин, 1964, 280 p.
- Éléments de programmation sur ordinateurs avec B. V. Gnedenko et V. S. Koroliouk, traduction d'Anita Gagny, 1969